# フレネル菱面体

フレネル菱面体（青色）の断面図を、p成分（入射面に平行な偏光）の振動を縦軸、s成分（入射面に垂直で、反射面に平行な偏光）の振動を横軸、にとったグラフとともに示す。入射光が直線偏光しているとき、2成分の位相は揃っている（上段のグラフ）。入射角が適切であれば、1度目の反射後、p成分はs成分に対して 1/8 円だけ位相が進む。2回の反射で位相差は 1/4 円になり（下段のグラフ）、光線はsとpの向きを軸とする楕円偏光となって出ていく。もし最初の直線偏光でsとpの強度が同一であったとすると、出ていく光線は円偏光になる。

フレネル菱面体（フレネルりょうめんたい、英: Fresnel rhomb、フレネルロム、フレネル斜方体とも）は、2回の全反射によって偏光の直交する2成分の間に 90° の位相差を生じさせるプリズムである。入射光が直線偏光していて、振動が「光の向きに垂直な面と入射面の交線」に対し 45° をなす方向だとすると、菱面体からは円偏光した光線が出てくる。逆に、円偏光を入射させれば直線偏光が得られる。もし入射光が 45° でない方向に直線偏光していれば、1つの軸が入射面上にあるような楕円偏光が得られ、またその入出力を逆にすることもできる。このようにフレネル菱面体は広域帯の1/4波長板としてはたらく。ただし、複屈折による1/4波長板は特定単一波長の光線に対して 90° の位相差を作るのに対し、フレネル菱面体が作る位相差は屈折率のみに依存し、可視光域であれば普通は変動は大きくない（分散 (光学)の項を参照）。フレネル菱面体の素材には複屈折を起こさないものが選ばれる（普通はガラス）。
フレネル菱面体は通常、2枚の合同な長方形を底面とする斜角柱（平行六面体）の形状である。光線がいずれかの底面に垂直に進入したとすると、その後の側面での入射角・反射角は斜角柱の傾斜度に等しくなる。この角度は、それぞれの全反射で偏光の入射面に平行な成分と垂直な成分の位相に 45° の差がつくように設計されている。十分に高い屈折率に対してはこのような角度は2つ存在する。例えば、屈折率が 1.5 であれば 50.2° または 53.3° である。
フレネル菱面体の名称は、発明者であるフランスの物理学者オーギュスタン・ジャン・フレネルにちなむ。フレネルは1817年 から1823年にかけて、この素子を用いて光の横波性を実証する決定的な実験を行った。

## 理論
入射する電磁波（例えば可視光）は電場と磁場の横波から成っている。これら2つの場は直交し、強度には比例関係があるので、電場の方だけ考えることにする。反射面における電場の振動は直交する2つの成分、s成分（入射面に垂直）とp成分（入射面に平行）に分けることができる。これらはそれぞれTE成分（transverse electric）、TM成分（transverse magnetic）と呼ばれることもある。
フレネル菱面体に進入後、光線は2回の全反射を起こす。1回の全反射で、p偏光はs偏光に対し位相が円周の 1/8 （45°, π/4 ラジアン）だけ進められるため、2回の全反射で円周の 1/4 （90°, π/2）だけの位相差が得られる。これによって偏光の仕方を変えることができ、例えば直線偏光と円偏光の変換に用いることができる。
フレネル菱面体のはたらきは1/4波長板のものと全く同じである。波長板の方がより安価で広く使用されている一方、フレネル菱面体は広範な波長域に対しより精密な位相差を作ることができる。

空気との界面での全反射における位相の進みを、屈折率 1.55, 1.5, 1.45 について示す。臨界角を超えた範囲で、 s偏光（青線）とp偏光（赤線）には等しくない位相のずれが生じる。観測可能なのはそれらの差であり、黒線でプロットしてある。

偏光が変換できるのは、全反射において偏光の2成分が受ける位相のずれが等しくないことに起因する。それら2つの位相のずれそのものは普通の方法では観測できないが、位相の相対的なずれであれば偏光による効果を測ることで簡単に観測できる。界面における光の反射はフレネル係数で記述されるが、その導出において臨界角を超えた範囲での入射角と位相のずれとの関係（および反射係数の（複素数の）絶対値が1であること）が算出される。この詳細はフレネルの式を参照。これらs偏光とp偏光の位相のずれ及びそれらの位相差（黒線で示す）を、入射角を横軸にとってプロットしたものがここに掲げるグラフである。

## 関連素子
2個のフレネル菱面体を貼り合わせたもの（接触面での反射を防ぐため強固に接合する）は、1/2波長板としてはたらく。1個だけのときとは異なり、入りと出の光線を同一軸にすることができる（接触面について鏡映の向きに配置すればよい）。

## 歴史

### 背景
色偏光（複屈折を起こす結晶の薄片に偏光を通し、検出器にかけると色づいて見える現象）は1811年にフランソワ・アラゴによって発見され、1812年にジャン＝バティスト・ビオによって詳細な分析が行われた。1813年、ビオはアラゴの研究のうち一つ、すなわち光学軸に対し垂直に切断された石英が、実は光線の進入距離に応じて偏波面を緩やかに回転させていること（旋光）を突き止めた。彼はさらに歩を進め、テレビン油等のある種の液体もこれと同じ性質を持つことを発見した。
1816年、フレネルは色偏光に対する最初の取り組みを「光の波動説」に基づいて行った。 この時点では横波性を明示的に持ち出すことはなかったが、光を直交する2つの（偏光）成分から成るものとして扱っている。

### 2つのプリズム（1817年）
1817年フレネルは、入射面上を振動する直線偏光が、全反射によって部分的に無偏光化されているらしいことに気付いた。色偏光の実験に全反射を取り入れることで、フレネルは一見偏光していないように見える光線が、入射面に平行・垂直な2つの成分の重ね合わせであり、全反射に際それらの位相に差が生じることを見出した。入射角を適切に選べば（ただしこの時点では正確に算出されていない）、1/8 円の位相差が得られる。平行に配置した2つのプリズムを使ってそのような反射を2回起こせば、1/4 円の差になる。この場合、進行方向に対し 45° の角度で直線偏光している光は「完全に無偏光化される（completely  depolarized）」ように思われた。これらの結果は報告書にまとめられ1817年11月にフランス科学アカデミーに提出された。
1818年1月の補遺においてフレネルは、偏光を一対のプリズムに通すことで、旋光と同じ現象を引き起こせると述べた。つまり、通常の複屈折性を持つ物質の薄片（光学軸に平行にスライスしたもの）に対して 45° の角度で光線を入射させ、続けて1枚目と 90° を成すよう配置した2枚目の薄片に通すというものである。これは旋光と複屈折の数学的関係を示す最初の実験的証拠であった。

### 平行六面体（1818年）
1817年11月の記録 の欄外に、日付無しでこのような記載がある。「私はそれ以来、2つのプリズムではなくガラス製の平行六面体を使うようになった。」
平行六面体（こんにちフレネル菱面体と呼ばれているもの）への最初の日付つきの言及は1818年3月のアカデミーへの論文の中に見つかっているが、これはその後1846年になるまで行方不明になっていた。この記録の中でフレネルは、『菱面体によって完全に無偏光化された（fully depolarized）光線は、その後どのような旋光子（結晶、液体、その他フレネル自身による素子）を通過してもそれ以上の修正を受けない』（例えば、2個目の菱面体を通したときに再び偏光性を持つようになるといった性質が保たれる）と報告した。

### 角度の計算（1823年）
1822年12月までに、フレネルは実験で観測可能な菱面体の特性を発見しており、菱面体の効果を記述するための用語をも導入しているが、この特性を持つために必要な菱面体の傾斜角の説明は未だ出来ないままであった。1823年1月の報告（この中でフレネル係数 rs と rp  についての公式が詳細に導出されている）で彼は、臨界角より大きな入射角に対して、導かれる（反射）係数は絶対値が1の複素数になることに気付いた。絶対値は通常振幅の比を表すことに注意を払うことで、フレネルは偏角が位相のずれを表していると見抜き、この仮説を実験で確かめた。
計算によれば、屈折率が 1.51 のガラスを使って2つの係数の間に 45° の位相差をつけるためには、入射角が 48°37' または 54°37' でなくてはならない。彼は後者の角度を持つ斜柱体を切削し、予想通りの結果を得た。
自身の理論をより厳しく実験的に検証するため、フレネルは3回及び4回の同一入射角の反射で位相差が 90° となるような角度を計算した。どちらの場合も解は2つ存在し、またどちらの場合でも大きい解のときの方が正確な円偏光を作ることが報告された（最初の入射光は進行方向に対し 45° の直線偏光であるとしている）。
3回の反射について小さい方の解を使った検証も行われたが、臨界角と近接していること、波長依存性が僅かながらあることから、光線に着色が起こってしまった（入射角と位相変化の関係を表す上掲のグラフで比較してみると、入射角が小さいところほど、位相差 δ は屈折率に対し鋭敏に感応する）。
「計4回の同一入射角 68°27' による反射で、うち2回の外部媒質を水、2回の外部媒質を空気とした場合に正確な円偏光が得られるが、4回全て媒質が水であったり、空気であったりするときはそうならない」という予測、及びその実験的裏付けは、彼の理論の正しさを示す最も説得力のある証拠となった。

### 意義
フレネル菱面体の発明はフレネルがした仕事の一つというよりも、彼の業績の大部分に重なるような進行的な過程であった。全反射における位相差の計算は菱面体の理論の完成だけではなく、横波説に基づいた物理光学の再構築の完成をも意味していた。
この位相差の計算は、複素数の応用という意味での里程標でもあった。レオンハルト・オイラーは複素指数関数を用いた常微分方程式の解法の開拓者であったが、解において意味を持つのはその実部だけであると考えた。一方フレネルの全反射の取り扱いは、複素数の偏角に物理的意味を持たせた最初の例とされている。数学者サロモン・ボホナーによると、
我々はこれが、複素数またはその他の「シンボルにすぎない」数学的対象が「実在」を解釈する文脈で中心的な存在となった最初の時点だと考えている。さらに驚くべきは、この解釈が、この種の議論の最初の例であったにもかかわらず、実験による検証にも、後の電磁気学全体の「マクスウェル化」にも屈しなかったことである。非常にラフな言い方をすれば、これは、「純粋」数学―自然界それ自体からは前もって抽象化されていなかった数学―によって、「自然界」が抽象化された最初の例だといえる。